# Marli, Lingsugur
Marli là một làng thuộc tehsil Lingsugur, huyện Raichur, bang Karnataka, Ấn Độ.